# آسائو کوئیکه
آسائو کوئیکه (انگلیسی: Asao Koike; ۱۸ مارس ۱۹۳۱ – ۲۳ مارس ۱۹۸۵) بازیگر، و صداپیشگی در ژاپن اهل ژاپن بود.
از فیلم‌ها یا برنامه‌های تلویزیونی که وی در آن نقش داشته‌است می‌توان به سریر خونین، جی.ای. سامورایی، و گرگ تنها و توله: کالسکه بچه در خطر اشاره کرد.